# New Gold Dream
New Gold Dream je šesté studiové album skotské rockové skupiny Simple Minds, vydané v září 1982 u vydavatelství Virgin Records. Na albu již nehraje původní bubeník Brian McGee, ale nahradili jej různí studioví hudebníci, mezi nimiž byl i Mel Gaynor, který se později stal i členem skupiny.

## Seznam skladeb
| Pořadí | Název                           | Délka |
| ------ | ------------------------------- | ----- |
| 1.     | Someone Somewhere In Summertime | 4:36  |
| 2.     | Colours Fly and Catherine Wheel | 3:49  |
| 3.     | Promised You a Miracle          | 4:28  |
| 4.     | Big Sleep                       | 5:00  |
| 5.     | Somebody Up There Likes You     | 5:02  |
| 6.     | New Gold Dream (81/82/83/84)    | 5:39  |
| 7.     | Glittering Prize                | 4:33  |
| 8.     | Hunter and the Hunted           | 5:55  |
| 9.     | King Is White and in the Crowd  | 7:00  |

## Obsazení
Simple Minds
- Jim Kerr – zpěv
- Charlie Burchill – kytara
- Michael MacNeil – klávesy
- Derek Forbes – baskytara

Ostatní hudebníci
- Mike Ogletree – bicí
- Mel Gaynor – bicí
- Kenny Hyslop – bicí
- Sharon Campbell – doprovodné vokály
- Herbie Hancock – klávesy